# Sensation Comics
Sensation Comics foi uma revista de história em quadrinhos estadunidense publicada pela DC Comics com 109 exemplares, lançados entre 1942 e 1953. Na maior parte das publicações a personagem protagonista foi a Mulher Maravilha, que surgira em All Star Comics número 8 de dezembro de 1941. Outros personagens foram Black Pirate ("Pirata Negro"), the Gay Ghost, Mister Terrific (Terry Sloane), Pantera, Sargon, o mágico, Hal Mason, the Whip ("Chicote"), Átomo (Al Pratt), Little Boy Blue, Hop Harrigan, Romance, Inc., Lady Danger, Doutora Pat e Astra.
Por um breve período a revista se tornou um título de quadrinhos de romance, começando no número 94 de novembro de 1949. Johnny Peril foi o personagem protagonista a partir do número 107, quando o tema da revista mudou para mistério e sobrenatural. O título foi mudado para Sensation Mystery no número 110 e ficou assim por sete exemplares. A revista encerrou com o número 116 (julho-agosto de 1953).

## One Shot de 1999
Em maio de 1999 apareceu uma revista com o título Sensation Comics para a história Justice Society Returns de David S. Goyer, James Robinson, Scott Benefiel e Mark Propst

## Relançamento em 2014
DC Comics reviveu o título Sensation Comics em agosto de 2014 com a série "Digital First" da Mulher Maravilha.

## Coletâneas
- Wonder Woman Edições DC Archive
  - Volume 1 includes Sensation Comics #1-12, 240 pgs, maio 1998,  ISBN 1-5638-9402-5
  - Volume 2 includes Sensation Comics #13-17, 240 pgs, fevereiro 2000, ISBN 978-1563895944
  - Volume 3 includes Sensation Comics #18-24, 240 pgs, junho 2002, ISBN 1-5638-9814-4
  - Volume 4 includes Sensation Comics #25-32, 240 pgs, março 2004, ISBN 1-4012-0145-8
  - Volume 5 includes Sensation Comics #33-40, 240 pgs, segtembro 2007, ISBN 1-4012-1270-0
  - Volume 6 includes Sensation Comics #41-48, 232 pgs, julho 2010, ISBN 978-1401227340
  - Volume 7 includes Sensation Comics #49-57, 240 pgs, novembro 2012, ISBN 978-1401237431
- The Wonder Woman Chronicles
  - Volume 1 includes Sensation Comics #1-9, 192 pgs, março 2010, ISBN 978-1-4012-2644-2
  - Volume 2 includes Sensation Comics #10-14, 192 pgs, dezembro 2011, ISBN 978-1-4012-3240-5
  - Volume 3 includes Sensation Comics #15-18, 176 pgs, dezembro 2012, ISBN 1401236928
- JSA All-Stars Edições DC Archive
  - Volume 1 inclui Pantera e Mister Terrific (Terry Sloane) das revistas Sensation Comics #1-5, 256 pgs, outubro de 2007, ISBN 978-1-4012-1472-2

### Edição Millennium
Entre 2000 e 2001, a DC Comics republicou muitas das mais notáveis revistas no selo Millennium Edition. A primeira revista Sensation Comics foi republicada.